# Streltsy
Os Streltsy (em russo стрельцы), significando literalmente "flecheiros", em oposição ao termo arqueiros, comumente usado no ocidente, referia-se a uma força militar de elite russa que existiu do século XVI até ao início do século XVIII.
Este corpo militar foi criado, entre 1540 e 1550, pelo czar Ivan IV para sua guarda pessoal, como de uma guarda pretoriana se tratasse, com recurso ao recrutamento de mercadores livres e população rural. O seu serviço e função era perpétuo e hereditário.
O elevado prestígio social que os altos cargos desta força militar detinham levou-os a desempenhar em algumas ocasiões um papel político. Eles foram cruciais, por exemplo, no período de sucessão de Teodoro III, quando Pedro, e a sua meia-irmã Sofia lutaram pelo poder.
Foi exactamente no período de regência de Pedro que a sua influência foi gradualmente reduzida, até serem praticamente extintos.